# Ptygura agassizi
Ptygura agassizi är en hjuldjursart som beskrevs av John R. Edmondson 1948. Ptygura agassizi ingår i släktet Ptygura och familjen Flosculariidae. Inga underarter finns listade i Catalogue of Life.